# Strumaria karoopoortensis
Strumaria karoopoortensis är en amaryllisväxtart som först beskrevs av D.Müll.-doblies och U.Müll.-doblies, och fick sitt nu gällande namn av Deirdré Anne Snijman. Strumaria karoopoortensis ingår i släktet Strumaria och familjen amaryllisväxter. Inga underarter finns listade i Catalogue of Life.